# Deutschland (歌曲)
《Deutschland》（德譯：“德國”）是德國新德意志硬派樂團戰車樂隊的歌曲。該曲作為他們第七張未命名錄音室專輯的首支單曲於2019年3月28日發行，是自2011年《Mein Land》以來的首支新作。
本曲是戰車樂隊繼2009年《Pussy》後第二首在德國獲得排行榜冠軍的單曲。 此外也在匈牙利與瑞士登上冠軍，在奧地利與芬蘭進入前五名，並獲得2019年Kerrang!最佳單曲獎提名。

## 音樂錄影帶
本曲的音樂錄影帶由導演Specter Berlin執導，於中歐時間2019年3月28日18:00發表。 在此之前的3月26日公開了35秒的預告片。
這支長篇音樂錄影帶因其陰暗、暴力與陰森的風格引發爭議，這也是樂隊一貫的美學特色。影片涵蓋了德國歷史上的多個事件與時期：包括羅馬時代、條頓堡森林戰役、神聖羅馬帝國、中世紀的獵巫行動、1918–1919年德國革命、黃金二十年代、納粹焚書、興登堡號災難、第一次世界大戰與第二次世界大戰、猶太人大屠殺、魏瑪共和國、紅軍派以及德國分裂為西德與東德等。影片中亦出現了科幻場景、以人類食人情節象徵人們吞食了擬人化的德國（日耳曼尼婭）、以及主唱Till Lindemann反串烏爾麗克·邁因霍夫進行銀行搶劫的畫面。片中由非裔德國人女演員Ruby Commey飾演整部片中的德意志人格化形象日耳曼尼婭（Germania）。
片尾字幕中使用了樂隊2001年單曲《Sonne》的鋼琴版，由Clemens Pötzsch演奏，選自專輯《XXI - Klavier》。片頭則採用了約翰·約翰森為電影《怒火邊界》所作配樂中的〈The Beast〉。

## 曲目列表
| 曲序 | 曲目                                   | 时长 |
| ---- | -------------------------------------- | ---- |
| 1.   | Deutschland                            | 5:23 |
| 2.   | Deutschland（Richard Z. Kruspe混音版） | 5:46 |